# Giuseppe Babbi
Giuseppe Babbi (Roncofreddo, 28 gennaio 1893 – Rimini, 14 novembre 1969) è stato un politico e sindacalista italiano.
Fu un leader sindacale, nonché deputato della I Legislatura e della III Legislatura.

## Biografia
Nato a Roncofreddo, nell'Appennino, all'età di 11 anni si trasferì con la famiglia a Rimini (1904).
Nel 1911 entrò a far parte dei gruppi di Azione Cattolica e fondò il circolo giovanile operaio "Ludovico Contessi", di cui fu il primo presidente. Nel 1912 seguì con attenzione la nascita della locale Federazione dei contadini e nel 1915, assunto nelle Ferrovie dello Stato, cominciò ad organizzare un sindacato nazionale dei ferrovieri cattolici.
Nel 1917 si sposò con Maria Dalli e dal matrimonio ebbe 8 figli. La sua carriera proseguì nelle file del Partito Popolare, fondato nel 1919 da don Luigi Sturzo. Nel 1921 contrastò le tendenze filo-fasciste incipienti, anzi eletto delegato PPI al congresso di Torino del 1923 abbracciò la tesi di rifiuto al nuovo regime - come sosteneva anche don Sturzo – e non mancò di avversare di persona il fascismo. Per questo, quando il fascismo prese il potere Babbi venne subito epurato dalle FF.SS. 
Durante il Ventennio Babbi trovò un lavoro come commerciante di mobili.
Nel 1943, in modo clandestino, chiamò a raccolta gli avversari del regime e si impegnò nel Comitato di Liberazione nazionale. Scoperto, venne arrestato e imprigionato a Bologna. Liberato nell'ottobre 1944, fu uno dei membri della Giunta comunale provvisoria nominata dal CNL, mentre nel 1945 partecipò alla fondazione nazionale delle ACLI.
Nel 1946, dopo essere stato riconfermato consigliere comunale, si dedicò proficuamente anche all'attività sindacale e della cooperazione, contribuendo alla nascita a Rimini della Cooperativa per la macellazione, la Cantina sociale, la Cooperativa sementi, e a Cesena il Consorzio produttori latte, mentre a Forlimpopoli ed a Savignano sul Rubicone la Cantina sociale. Fu consigliere provinciale della provincia di Forlì (allora ricomprendente anche il circondario di Rimini) dal 1954 al 1956. La sua carriera politica raggiunse il punto più alto nel 1948, quando fu eletto in Parlamento per la DC come deputato nella I Legislatura e poi nella III Legislatura, dove subentrò come primo dei non eletti al dimissionario Raimondo Manzini.
Si spense il 14 novembre 1969.